# Bilotserkivka (Mýrhorod)
Bilotserkivka (ucraniano: Білоцеркі́вка) es un municipio rural y pueblo de Ucrania perteneciente al raión de Mýrhorod de la óblast de Poltava.
En 2020, el municipio tenía una población de unos siete mil habitantes, de los que unos seiscientos vivían en el propio pueblo de Bilotserkivka y el resto repartidos en 28 pedanías. El municipio se formó en 2015 mediante la fusión de los consejos rurales de Bilotserkivka, Balakliya, Birky y Podil. El término municipal aumentó en 2020 al fusionarse con el vecino municipio de Rokyta, que se había formado en 2016 al fusionarse los consejos rurales de Rokyta y Korniyenky. El área pertenecía hasta 2020 al raión de Velyka Bahachka.
Se ubica a medio camino entre Jorol y Poltava, sobre la carretera M03 que une Kiev y Járkov. Junto al pueblo se halla el puente de dicha carretera nacional sobre el río Psel.

## Historia
Fue fundado en los primeros años del siglo XVII, en torno a una iglesia construida por colonos procedentes de la Ucrania de la Margen Derecha. Antes de la rebelión de Jmelnitski, el pueblo formaba parte de un señorío del magnate Jeremi Wiśniowiecki. A partir de 1648, pasó a ser una slobodá en la sotnia de Balakliya del regimiento cosaco de Poltava. Su importancia estratégica hizo que en 1660 pasara a ser la sede de su propia sotnia, que fue disputada a Poltava por los regimientos de Kremenchuk y Mýrhorod, hasta que en 1672 se estableció definitivamente en este último regimiento. La localidad fue incendiada por los tártaros de Crimea en 1696 y ocupada por los suecos en 1709. En el siglo XVIII pasó a ser un señorío rural de la familia noble Bazylevski, cuyos abusos provocaron que los campesinos locales se levantaran en varias ocasiones, quemando la casa señorial y otras propiedades de los nobles.
En 1803 adoptó el estatus de miasteczko, sede de su propia vólost en el uyezd de Jorol de la gobernación de Poltava. En la segunda mitad del siglo XIX llegó a tener casi cuatro mil habitantes, pero el hartazgo con los terratenientes llevó a que en 1885 casi todos los habitantes del pueblo se trasladaran como colonos a las afueras de Nálchik, donde varias familias fundaron un nuevo pueblo llamado Novo-Ivánovskoye. A partir de entonces, Bilotserkivka pasó a ser una localidad rural de unos trescientos habitantes. Aunque se intentó recuperar la población en las décadas siguientes, esto fue frenado por el Holodomor de 1932-1933, donde murieron casi quinientos habitantes, y en la Segunda Guerra Mundial, donde los invasores alemanes secuestraron a más de cien vecinos para hacer trabajos forzados. La RSS de Ucrania estableció aquí la sede de un koljós. Antes de la formación del actual municipio en 2015, Bilotserkivka era sede de un consejo rural, que únicamente incluía como pedanías a Herusivka, Dziubivshchyna, Konoplianka, Krasnohórivka, Luhové, Morózivshchyna y Sidórivshchyna.